# Streets in the Sky
Streets in the Sky è il terzo album in studio del gruppo musicale indie rock inglese The Enemy, pubblicato nel 2012.

## Tracce
1. Gimme the Sign – 3:09
2. Bigger Cages (Longer Chains) – 2:57
3. Saturday – 3:12
4. 1-2-3-4 – 2:59
5. Like a Dancer – 3:09
6. Come into My World – 2:57
7. This Is Real – 4:38
8. 2 Kids – 3:56
9. Turn It On – 3:33
10. It's a Race – 3:29
11. Get Up and Dance – 3:52
12. Make a Man – 2:47